# Fixsenia v-album
Fixsenia v-album är en fjärilsart som beskrevs av Charles Oberthür 1886. Fixsenia v-album ingår i släktet Fixsenia och familjen juvelvingar. Inga underarter finns listade i Catalogue of Life.